# Куроєдов Микола Іванович
Микола Іванович Куроє́дов (нар. 14 квітня 1919, Ясенок — пом. 4 квітня 1992, Суми) — радянський військовий льотчик, учасник німецько-радянської війни; Герой Радянського Союзу з 1944 року.

## Біографія
Народився 14 квітня 1919 року в селі Ясенку (тепер Сумський район Сумської області, Україна) в селянській сім'ї. Українець. Після закінчення середньої школи в Краснопіллі працював на Грязьнянському цукровому заводі.
У Червоній армії з листопада 1938 року. У 1940 році закінчив Харківське військово-авіаційне училище штурманів. З 1940 року проходив службу в Закавказькому військовому окрузі в одній з авіаційних частин.
Брав участь у німецько-радянській війні з жовтня 1941 року. Служив штурманом ланки 10-го гвардійського Червонопрапорного авіаційного полку 3-ї гвардійської авіаційної дивізії 3-го гвардійського авіаційного корпусу авіації дальньої дії. Учасник битви за Москву, боїв під Сталінградом, оборони Ленінграда, звільнення Криму, нальотів на Кенігсберг, Інстербург, Тильзит, Гельсінкі, Констанцу, Данциг. До квітня 1944 року зробив 212 (в тому числі 202 нічних) бойових вильотів на бомбардування важливих об'єктів в глибокому тилу ворога, скупчень його військ, а до кінця війни понад 260 вильотів. Член ВКП(б) з 1943 року.
Після війни продовжував службу у Військово-повітряних силах СРСР. У 1950 році закінчив Вищу офіцерську льотно-тактичну школу. 30 травня 1959 року вийшов в запас у військовому званні майора.

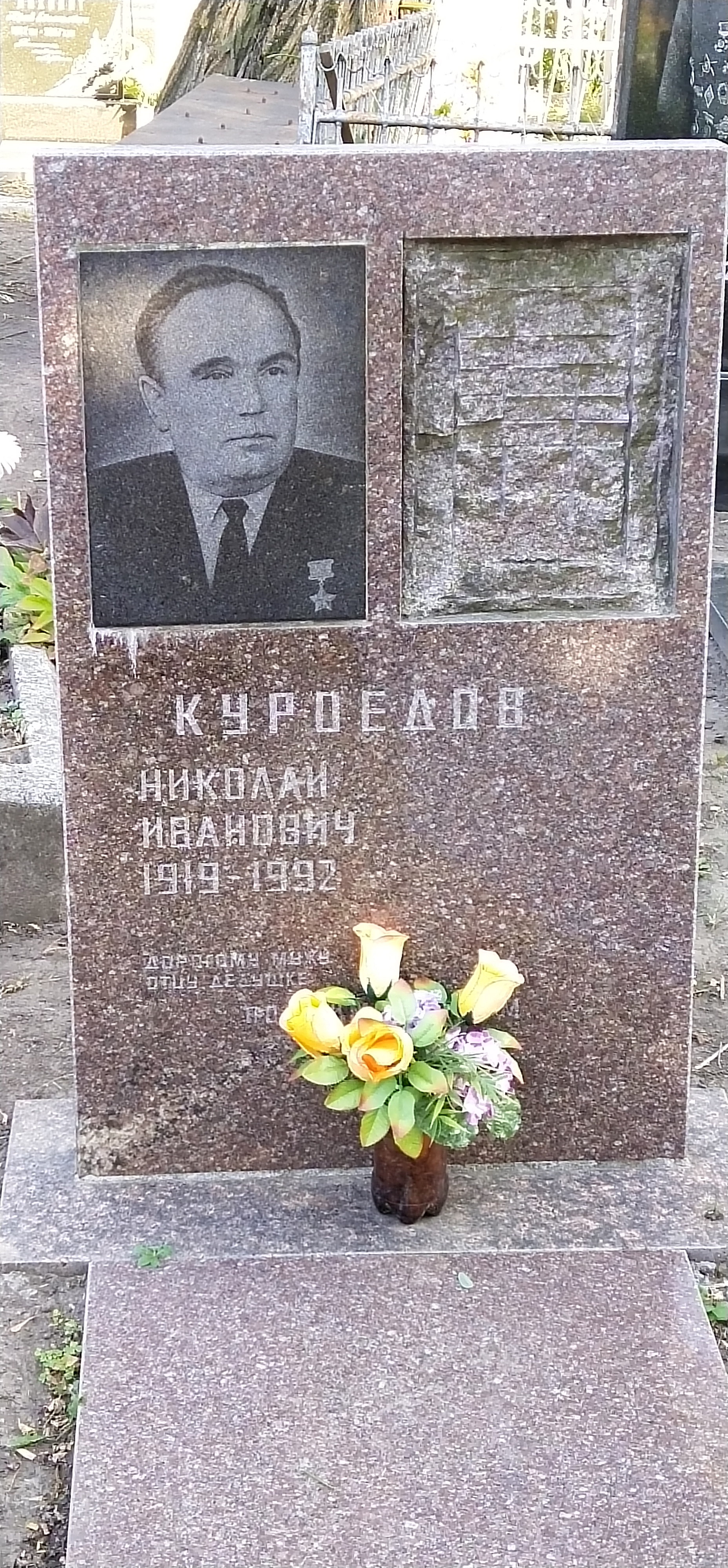
Могила.

Жив в місті Сумах. Помер в Сумах 4 квітня 1992 року. Похований на Центральному кладовищі в Сумах.

## Нагороди
Герой Радянського Союзу (указ Президії Верховної Ради СРСР від 19 серпня 1944 року; за зразкове виконання бойових завдань командування на фронті боротьби з німецько-фашистськими загарбниками і проявлені при цьому мужність і героїзм; орден Леніна і медаль «Золота Зірка» № 4 368).
Нагороджений
- двома орденами Червоного Прапора (12 березня 1943; 28 серпня 1943), орденом Червоної Зірки (5 листопада 1954), орденом Вітчизняної війни І-го ступеня (6 квітня 1985);
- медалями «За оборону Ленінграда» (22 листопада 1942), «За оборону Сталінграда» (22 грудня 1942), «За оборону Москви» (1 травня 1944), «За перемогу над Німеччиною» (9 травня 1945), «За взяття Будапешта» (9 червня 1945), «За бойові заслуги» (5 листопада 1954)[1].

## Вшанування пам'яті
- У місті Сумах, на початку вулиці Героїв Сумщини, створена алея Слави, де представлені портрети 39 Героїв Радянського Союзу, чия доля пов'язана з містом Сумами та Сумським районом. Серед них портрет Миколи Куроєдова;
- У селищі міського типу Краснопіллі на Алеї Героїв йому встановлено пам'ятну дошку[2];
- В Полтаві на вулиці Петра Юрченка у 1983 році встановлений пам'ятний знак Героям авіації дальньої дії. На стелі перед знаком викарбувані імена льотчиків-героїв, серед яких і ім'я Миколи Куроєдова;
- Ім'я Миколи Куроєдова викарбуване на стелі на Алеї Героїв в Чугуєві[3];
- У Севастополі прізвище Миколи Куроєдова увічнене на меморіальних плитах біля обеліска Слави на Ансамблі меморіального комплексу «Сапун-гора»[4];
- У фондах Севастопольського військово-історичного музею-заповідника зберігаються фотографії льотчика, його льотна книжка, статті, листівка Миколи Куроєдова — кандидата в депутати Даугавпілської міськради (1950), його особисті речі[4].